# Daigasガスアンドパワーソリューション
Daigasガスアンドパワーソリューション株式会社（ダイガスガスアンドパワーソリューション）は、大阪府大阪市中央区に本社を置く電気事業者。大阪ガスの100%子会社で、ガス製造事業、卸電力事業やエンジニアリング事業などを行う。

## 沿革

### 株式会社ガスアンドパワー
- 1997年2月 - 大阪瓦斯100%出資により、電力卸供給事業を営む株式会社ガスアンドパワー（旧）設立。
- 2000年6月 - 大阪瓦斯100%出資により、株式会社ガスアンドパワーインベストメント設立、株式会社ガスアンドパワーを同社の子会社とする。
- 2002年4月 - 酉島エネルギーセンター営業運転開始。
- 2003年3月 - 中山共同発電株式会社および中山名古屋共同発電株式会社に資本参加。
- 2004年12月 - 株式会社葉山風力発電所に資本参加。
- 2005年10月 - 株式会社広川明神山風力発電所設立。
- 2006年3月 - 葉山風力発電所営業運転開始。
- 2008年11月 - 広川明神山風力発電所営業運転開始。
- 2009年7月 - 株式会社ガスアンドパワーインベストメントを株式会社ガスアンドパワーに商号変更。
- 2011年6月 - 由良風力開発株式会社を買収。
- 2012年11月 - 平生風力開発株式会社及び肥前風力発電株式会社を買収。
- 2020年4月1日 - Daigasガスアンドパワーソリューション株式会社に吸収合併され解散[3]。

### Daigasガスアンドパワーソリューション株式会社
- 2019年10月1日 - Daigasガスアンドパワーソリューション株式会社設立
- 2020年4月1日 - 大阪ガスのガス製造・発電・エンジニアリング事業を継承し、株式会社ガスアンドパワーと大阪ガスエンジニアリング株式会社を吸収合併し、Daigasガスアンドパワーソリューション株式会社の事業を開始。

## 発電所
- 中山共同発電船町発電所

中山製鋼所との共同出資による中山共同発電株式会社により運営。大阪市大正区船町に位置し、1999年4月に運転開始。天然ガスを燃料としたガスタービンコンバインドサイクル発電149,000kWの発電能力を持ち、関西電力向けに卸供給を行う。
2003年3月に中山名古屋共同発電とともにガスアンドパワーの傘下に入った。
- 中山名古屋共同発電名古屋発電所

中山製鋼所との共同出資による中山名古屋共同発電株式会社により運営。愛知県知多郡武豊町に位置し、2000年4月に運転開始。149,000kWの発電能力を持つ石炭火力発電により、中部電力向けに卸供給を行う。
- 酉島エネルギーセンター

大阪市此花区酉島に位置し、2002年4月に運転開始。ガスタービンコンバインドサイクル発電144,900kWとガス圧力回収発電5,000kW、計149,900kWの発電能力を持ち、関西電力向けに卸供給を行う。2013年4月に太陽光発電所も設置。
- 摂津エネルギーセンター

大阪府摂津市に位置し、2006年4月運転開始。ガスエンジンコージェネレーション 17,460kWの発電能力を持ち、電力および蒸気をカネカ大阪工場へ供給する。
- 宇治エネルギーセンター

京都府宇治市に位置し、2004年10月運転開始。ガスタービン発電機30,800kW×2機と蒸気タービン5,200kW、計66,800kWの発電能力を持ち、電力および蒸気をユニチカ宇治事業所へ供給する。
- 葉山風力発電所

高知県高岡郡津野町に位置し、20,000kWの風力発電設備を持つ。2006年3月に運転開始し、四国電力に卸供給を行う。
- 広川明神山風力発電所

双日との共同出資による株式会社広川明神山風力発電所により運営。和歌山県有田郡広川町に位置し、16,000kWの風力発電設備を持つ。2008年11月に運転開始。2013年4月に太陽光発電所も設置。
- 由良風力発電所

和歌山県日高郡由良町に位置し、日本風力開発100%子会社の由良風力開発により建設された。2,000kW×5基、計10,000kWの風力発電設備を有する。2011年9月に運転開始。運転開始前の2011年6月15日付で、全株式が日本風力開発からガスアンドパワーに譲渡された。同発電所は広川明神山風力発電所に隣接している。
- 平生風力発電所

山口県熊毛郡平生町に位置し、日本風力開発子会社の平生風力開発により建設された。1,500kW×6基、計9,000kWの風力発電設備を有する。2008年12月に運転開始。2012年11月に日本風力開発の保有全株式がガスアンドパワーに譲渡された。
- 肥前風力発電所
- 肥前南風力発電所

佐賀県唐津市に位置し、日本風力開発100%子会社の肥前風力発電により建設された。肥前風力発電所は1,500kW×8基、計12,000kWの風力発電設備を有し、2005年3月に運転開始。肥前南風力発電所は1,500kW×12基、計18,000kWの風力発電設備を有し、2008年1月に運転開始。2012年11月に日本風力開発の保有全株式がガスアンドパワーに譲渡された。
- その他、岡山県勝田郡勝央町に太陽光発電所を持つ。